# Red Digital Cinema
Red Digital Cinema (Red) är ett amerikanskt företag bildat 1999 som designar och tillverkar digitala filmkameror och tillbehör till dessa. Företaget skapades av Jim Jannard som tidigare också bildat företaget             Oakley, en tillverkare av bland annat sportkläder och solglasögon.
2005 började utvecklingen av deras första filmkamera som 2007 kom att släppas med namnet Red One. Filmkameror av Red är numera vanliga i filmproduktioner.

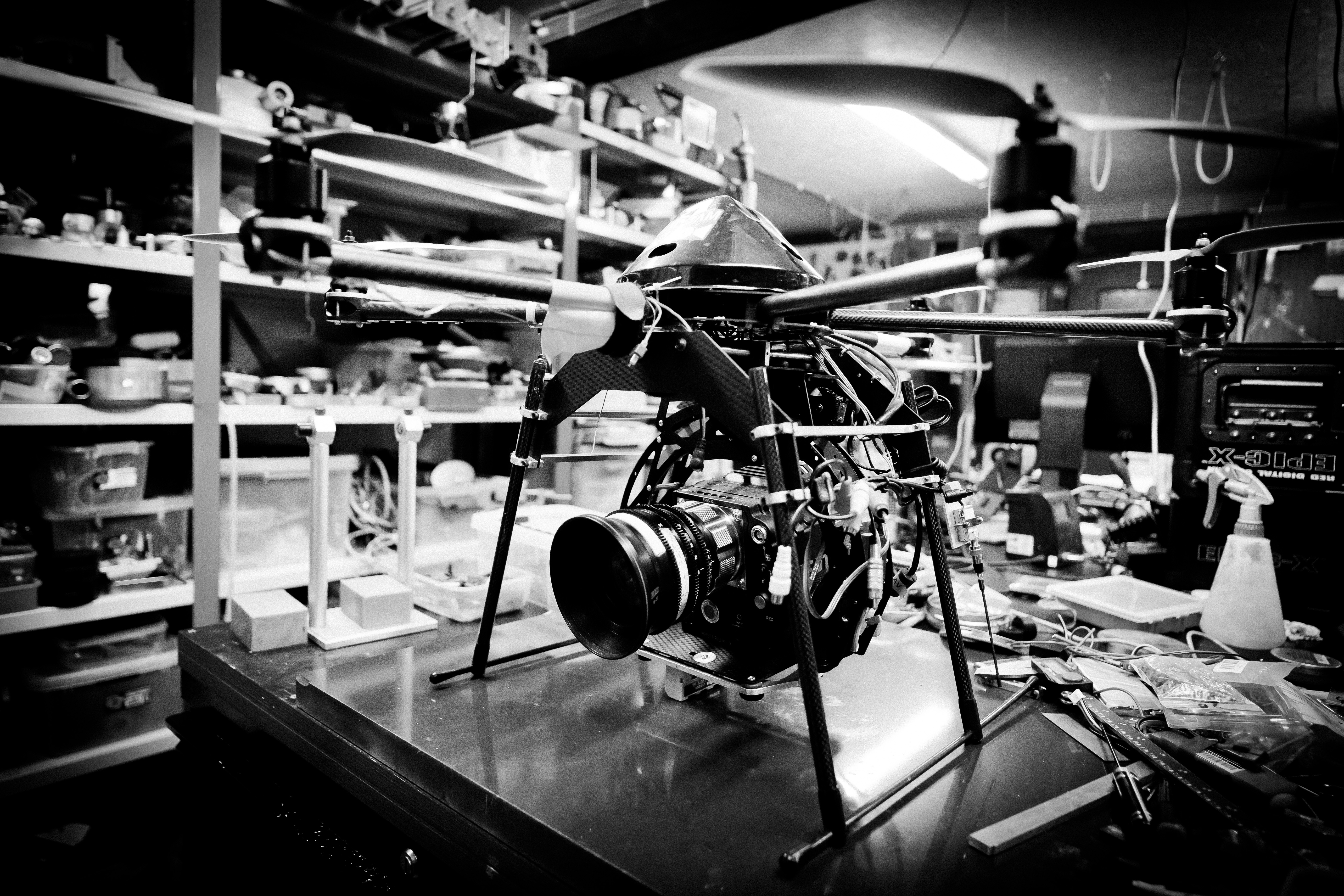
Red Epic-X with hexacopter, 2011

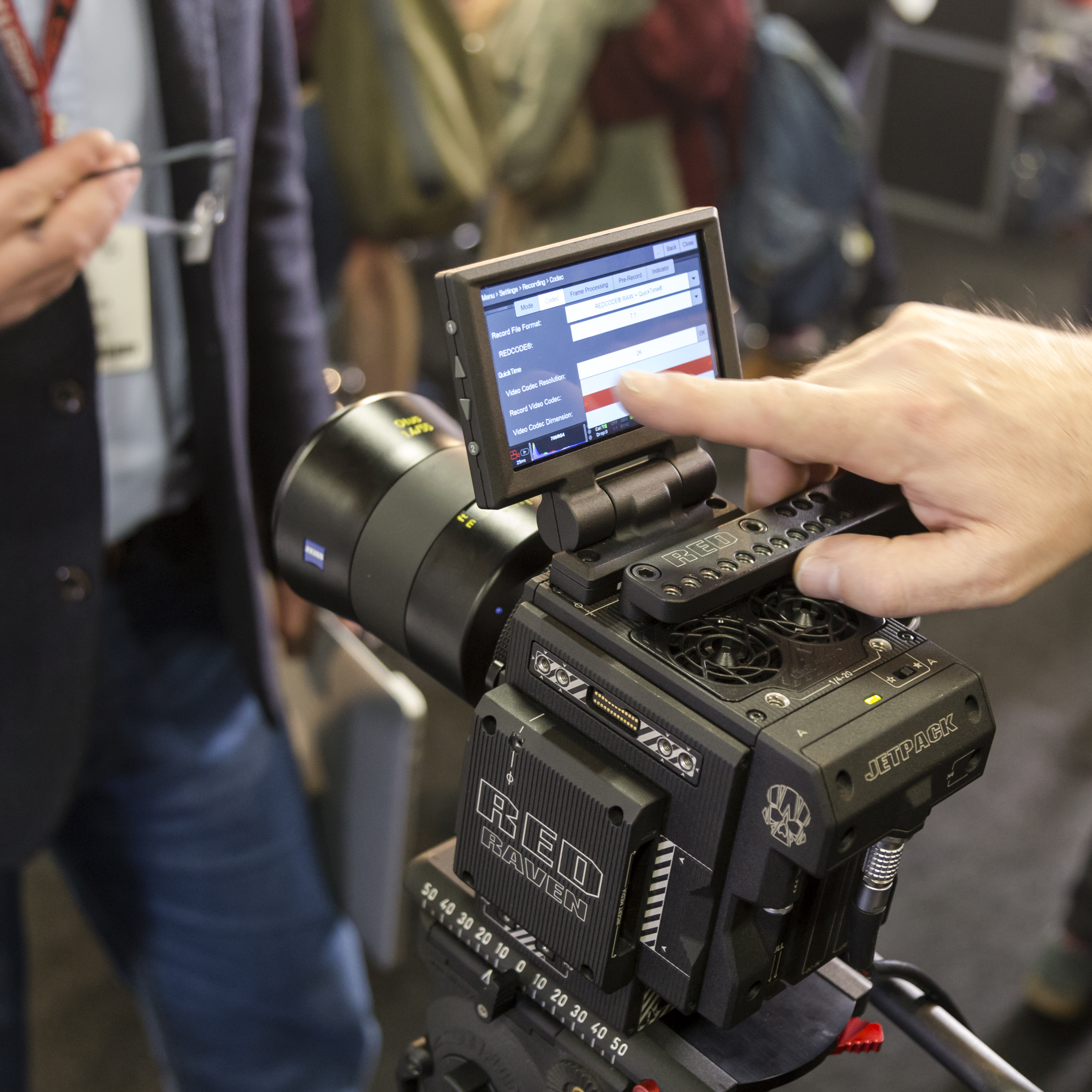

## Källor

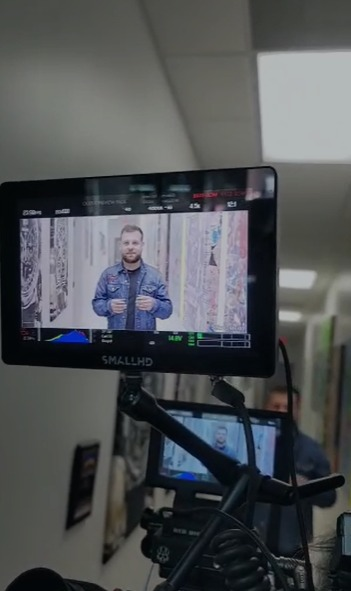
Red Digital Cinema (2023)

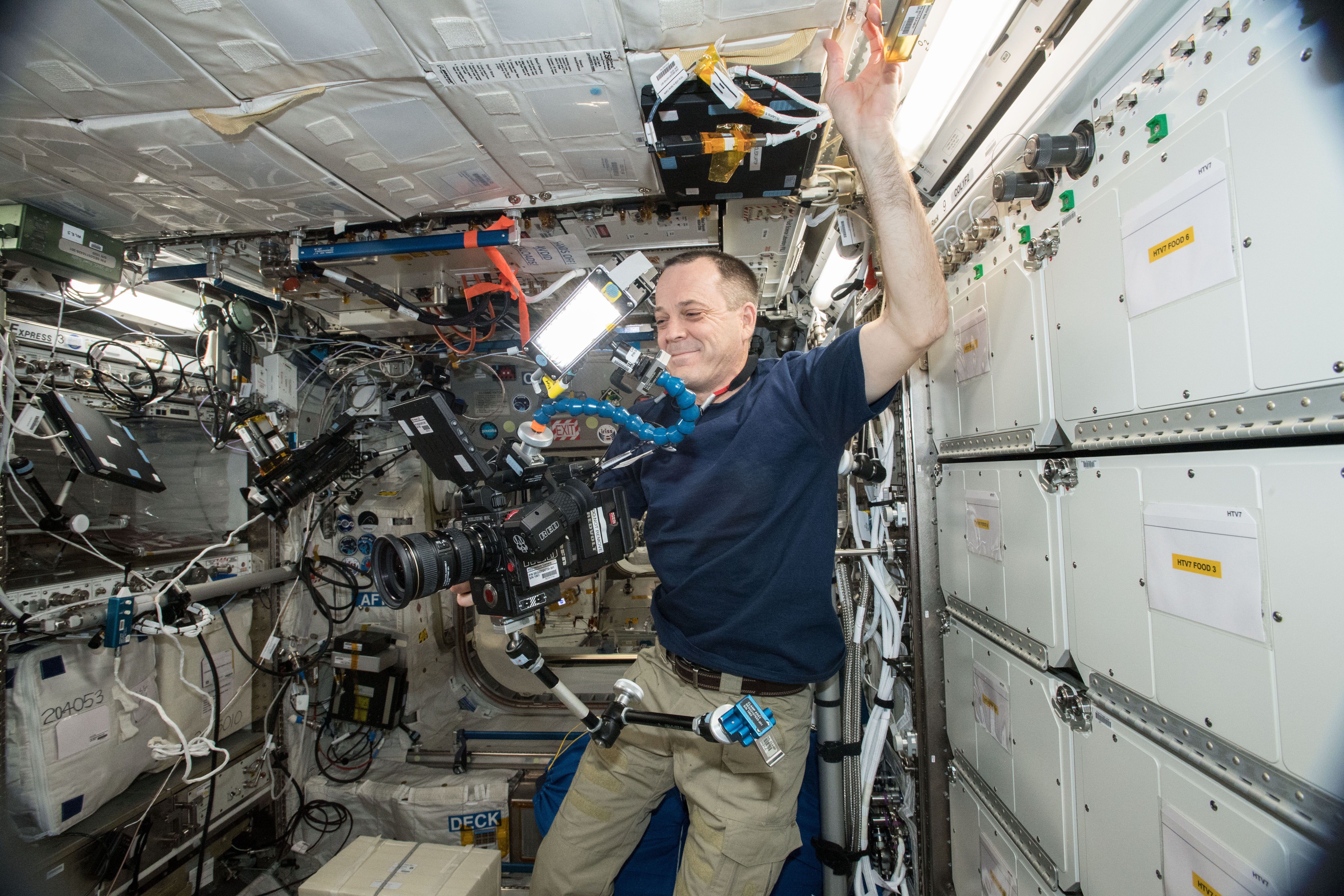
Internationella rymdstationen 2018